# En hunds testamente
En hund testamente är en brasiliansk film från 2000 i regi av Guel Arraes.

## Handling
Filmen handlar om João Syrsa och Chicó som arbetar för en stadens bagare. Chicó är feg och hittar på historier och João lyckas alltid hitta på konspirationer för att ta sig fram. När den otrogna bagarhustrun hund dör vill bagarhustrun, Dora, att den ska välsignas och senare begravas av prästen, och João lyckas ordna en begravning. Detta orsakar problem för prästen när biskopen kommer till staden.
I filmen försöker man även ordna så att Chicó kan gifta sig med den välbärgade Major A. Moraes dotter Rosinha. Det hela slutar med en rättegång i skärselden med Jesus Kristus (som visar sig vara svart), Djävulen och jungfru Maria.

## Rollista
- Matheus Nachtergaele - João Syrsa
- Selton Mello - Chicó
- Lima Duarte - Biskopen
- Rogério Cardoso - Präst João
- Denise Fraga - Dora
- Diogo Vilela - Padeiro Eurico
- Fernanda Montenegro - Jungfru Maria
- Luís Melo - Djävulen
- Paulo Goulart - Major A. Moraes
- Maurício Gonçalves - Jesus Kristus
- Virginia Cavendish - Rosinha